# Oecetis vijayaditya
Oecetis vijayaditya is een schietmot uit de familie Leptoceridae. De soort komt voor in het Oriëntaals gebied.